# Дестреза
Дестре́за (дистре́за, испа́нская шко́ла фехтова́ния, от исп. La Destreza) — испанская техника фехтования. Буквальный перевод означает «мастерство», однако в литературе чаще всего переводят как «истинное искусство».
Дестреза является универсальным методом фехтования для таких видов и комбинаций оружия, как шпага (или меч) и кинжал (дага), шпага и палаш, меч и щит, двуручный меч или древковое оружие (например, копьё или алебарда).
Основы движений во время боя построены на аспектах логики и геометрии, которые начали активно развивать в эпоху Ренессанса. В это же время (XV—XVI века) появились первые упоминания о дестрезе, однако достоверная дата создания этого вида фехтования неизвестна. Совершенно очевидно, что при создании основных убеждений испанской школы фехтования использовали труды таких ученых как Аристотель, Евклид и Платон. Также создатели дестрезы уделили много времени такому принципу, который современные специалисты называют «биомеханикой».
Основоположником дестрезы считают дон Иеронимо Санчес де Карранза, которого называют «первопроходцем науки обращения с оружием». Его труд продолжили ученик дон Луис Пачеко де Нарваэс и голландец Жерар Тибо.

## История

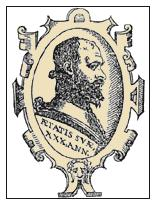
Дон Иеронимо Санчес де Карранза — мастер испанской школы фехтования

Ещё в эпоху Древнего Рима, современная территория Испании была лидером по поставке бойцов для гладиаторских боев. После роспуска гладиаторских школ, многие воины имели возможность вернуться на родину. Вследствие этого, в Испании сложилась благоприятная обстановка для появления новых боевых техник, специализирующихся на поединочном фехтовании.
Истоки испанской школы фехтования относят к 1569 году, когда дон Иеронимо де Карранза начал записывать свои исследования. Существует ряд доказательств, указывающих на то, что дестреза базируется на наблюдениях другого фехтовальщика, Камилла Агриппы, который покровительствовал итальянской школе фехтования. Одним из таких утверждений является то, что в обеих системах фехтования используют геометрию.
Какими бы источниками не вдохновлялся Де Карранза, фактом остаётся то, что ему удалось создать новую и независимую школу фехтования, которая сменила более старый испанский стиль — «эсгрима».
Благодаря изданной работе Де Карранза в 1582 году («Философия оружия»), удалось заложить основные принципы дестрезы. Его ученик, дон Луис Пачеко де Нарваэс, продолжил развивать концепции испанской школы, которые расширяли идеи Карранзы. Однако, Пачеко со временем отошёл от заповедей Карранзы, что повлекло за собой раскол между последователями Карранзы и последователями Пачеко. В результате, в Испании появилось 3 сложных направления фехтования.
В истории дестрезы существует ещё одна ключевая фигура — это Жерар Тибо, который улучшил систему боя до того уровня, остатки которого и дошли до наших дней. Его книга «Академия меча» была издана в 1628 году во Франции, из-за чего некоторое время вели споры о принадлежности книги не к испанскому стилю фехтования, а к французскому. Именно Тибо развил концепцию «магического круга» (реконструкторы используют термин «круг Тибо») и его использование при фехтовании. Также он доказал, что для обороны достаточно лишь одной рапиры, хотя и использовал в нескольких приёмах безоружную руку.
Трактат Жерара Тибо был переведён на английский язык.
Испанские методы сражения быстро распространили, благодаря колонизации Нового Света. Первоначально использовали только эсгрима, но позже активно начали использовать и дестрезу. Сам же Де Карранза какое-то время был губернатором Гондураса. Последователи и мастера дестрезы активно принимали участие в конфликтах Мексики, Перу, Эквадора и Филиппин. Благодаря дестрезе было оказано влияние на появление филиппинского боевого искусства «арнис».
Со временем, под давлением итальянской и французской школ фехтования, дестреза начала терять свою популярность. Особо интенсивным оказалось влияние французской школы в XVIII веке, что привело к изменениям в общей сфере фехтования, которые стали более очевидны в XIX столетии. Перемены заключались в смешивании идей и концепций дестрезы с техникой итальянской и французской методик. В результате объединения трёх крупных школ и появилось современное фехтование.
В современное время, основы техники дестрезы используют матадоры корриды.

### Принципы дестрезы
Де Карранза считал, что в фехтовании, подобно музыке, всё должно быть гармонично, а именно: физическое состояние, психологический аспект и философские убеждения фехтовальщика.
Один из теоретиков фехтования, Джордж Сильвер, посвятил одну из глав в своей книге «Парадоксы защиты» испанской школе фехтования. Он считал, что испанцы в то время были одними из лучших фехтовальщиков, так как знали множество различных приёмов, используя при этом всего одну стойку, одинаково подходящую и для защиты, и для нападения. Иначе говоря, ученикам дестрезы («диестро», так же называют основную базовую стойку) не нужно заучивать различные приёмы, вместо них используют несколько базовых движений, которые относят к передвижению ног и использованию оружия. Из-за этого, дестрезу иногда сравнивают с танцем.

#### Основы техники

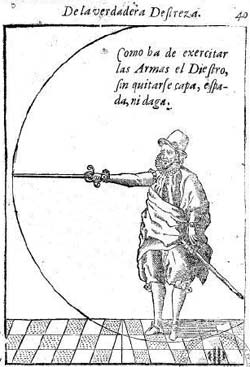
Стойка «прямого угла»

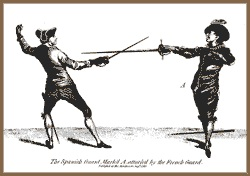
Французская и испанская стойки, XVIII век, Доменико Анджело

Стойка испанской школы основана на принципе «выбрать ту стойку, из которой удобно атаковать противника, при этом не давая атаковать себя».
Оружие держали в вытянутой руке на уровне плеча, при этом остриё было направлено на гарду либо в глаза соперника. Выпрямленные ноги находились на расстоянии одной стопы друг от друга, правую стопу разворачивали в сторону оппонента, а другую ставили левее под прямым углом. Корпус располагали вполоборота, что позволяло одновременно создавать опасность клинком и уменьшать личную область поражения.
Что же касается расстояния между соперниками, в дестрезе был создан термин «мера пропорции», трактующий защитную дистанцию. Общим правилом этого термина является то, что кончик оружия противника должен находиться на уровне перекрестья. Однако, данное правило сложно выполнить, когда длина клинков фехтовальщиков различается, в связи с чем, перед каждым диестро встаёт собственный вопрос по определению защитной дистанции.
Поза фехтовальщика предполагает только правосторонний вариант.
Некоторые философские приёмы дестрезы похожи на манёвры из книги Миямото Мусаси «Пять колец».

#### Движения в круге
У Карранзы, Пачеко и Тибо были собственные схемы «магических кругов». Современниками, всё же, наиболее удобным принято считать круг Тибо.
Диаметр круга для разных диестро различен. Для правильной окружности он должен составлять длину от стоп фехтовальщика до кончиков пальцев вытянутой вверх руки. Важным моментом является то, что не фехтовальщик «привязан» к кругу, а круг к нему, то есть при перемещениях каждый диестро мысленно представляет свой круг (хотя в школах по дестрезе для спаррингов используют общие круги).
Находясь в воображаемом (или нарисованном) круге, мастера дестрезы рекомендуют двигаться против часовой стрелки, подбирая наилучший момент для угловой атаки (также как действует тореадор с быком). Шаги делят по направлениям: вперёд, назад, вправо, влево, круговые и диагональные. Большинство перемещений делают в непрерывной манере приставными шагами. Для этого, в начальной позиции вес распределяют равномерно между ногами, но при движениях необходимо перемещать вес на одну из ног, лишь слегка касаясь пола другой. Перекрёстные шаги применяют лишь в случае обезоруживания противника левой рукой.

#### Виды ударов и защиты
Удары делили по задействованию руки: удар от плеча (arrebatar), удар от локтя (medio tajo) и от кисти (mandoble). Уколы не подразделяли.
Диестро мог попытаться получить контроль над оружием оппонента (atajo). Для этого последователи дестрезы развивали «чувство такта» или, как выражаются практикующие фехтовальщики, «чувство клинка». Понятие означает способность тактильного чувства действий соперника, при соприкосновении с его клинком.
Не существовало классификаций защиты, однако, диестро использовали приём, известный как desvio. Это действие заключалось в управлении клинком оппонента, используя его «слабую часть» и «сильную часть» своего клинка.

#### Психологическое состояние
Особое внимание в испанском фехтовании уделяли психологическому состоянию бойца. Ещё при обучении в диестро вырабатывали хладнокровное и спокойное поведение. Также, один из принципов дестрезы объясняет, что необходимо попытаться вывести соперника из психологического равновесия. Одним из приёмов, позволяющим диестро сделать это и считавшийся пиком мастерства, являлся «испанский поцелуй». При его исполнении противнику рассекали кончик носа или губы, после чего, соперник, сомневающийся в собственных возможностях, как правило, заканчивал поединок.

### Отличия от итальянской школы фехтования
Наиболее важное отличие между испанской и итальянской школами фехтования заключается в перемещениях ног. Итальянская школа фехтования, подобно современной, учит двигаться линейно в сторону противника. Испанская доктрина же, наоборот, утверждает, что движение к противнику может быть очень опасным и напутствует делать движения влево или вправо, чтобы выбрать наиболее удобный угол для атаки.
Также, итальянская школа рекомендует фехтовальщикам сосредоточивать внимание на позициях и положении руки с оружием. Ученики дестрезы, с другой стороны, имеют большие возможности для манёвра, так как данная дисциплина не рассматривает такого понятия как «позиция» и советует фехтовальщикам следить лишь за положением рук.
Итальянские мастера практикуют разнообразные виды защитных стоек, в отличие от испанцев, которые используют лишь одну позицию, называемую «прямым углом». В такой стойке кончик меча (шпаги), кисть и плечо находятся на одной прямой линии.
Итальянский стиль боя отдавал предпочтение уколам, а не рассекающим ударам шпагой. В свою очередь, мастера дестрезы утверждали, что укол может быть полезен лишь в определённых ситуациях. При этом диестро (от diestro — «фехтовальщик») использовали очень длинное оружие, но шпаги итальянцев всё же были длиннее.
В отличие от итальянского стиля, после атаки испанцы предпочитали не контратаку, а уход в сторону.
Многие трактаты по использованию дестрезы отдельной темой выделяют противостояние против итальянской школы фехтования и её представителей, что объясняет факт того, что испанские мастера уделяли внимание методам итальянских коллег. В трудах мастеров обычно описано использование шпаги, либо шпаги в сочетании с дагой.

## Мастера дестрезы и их трактаты

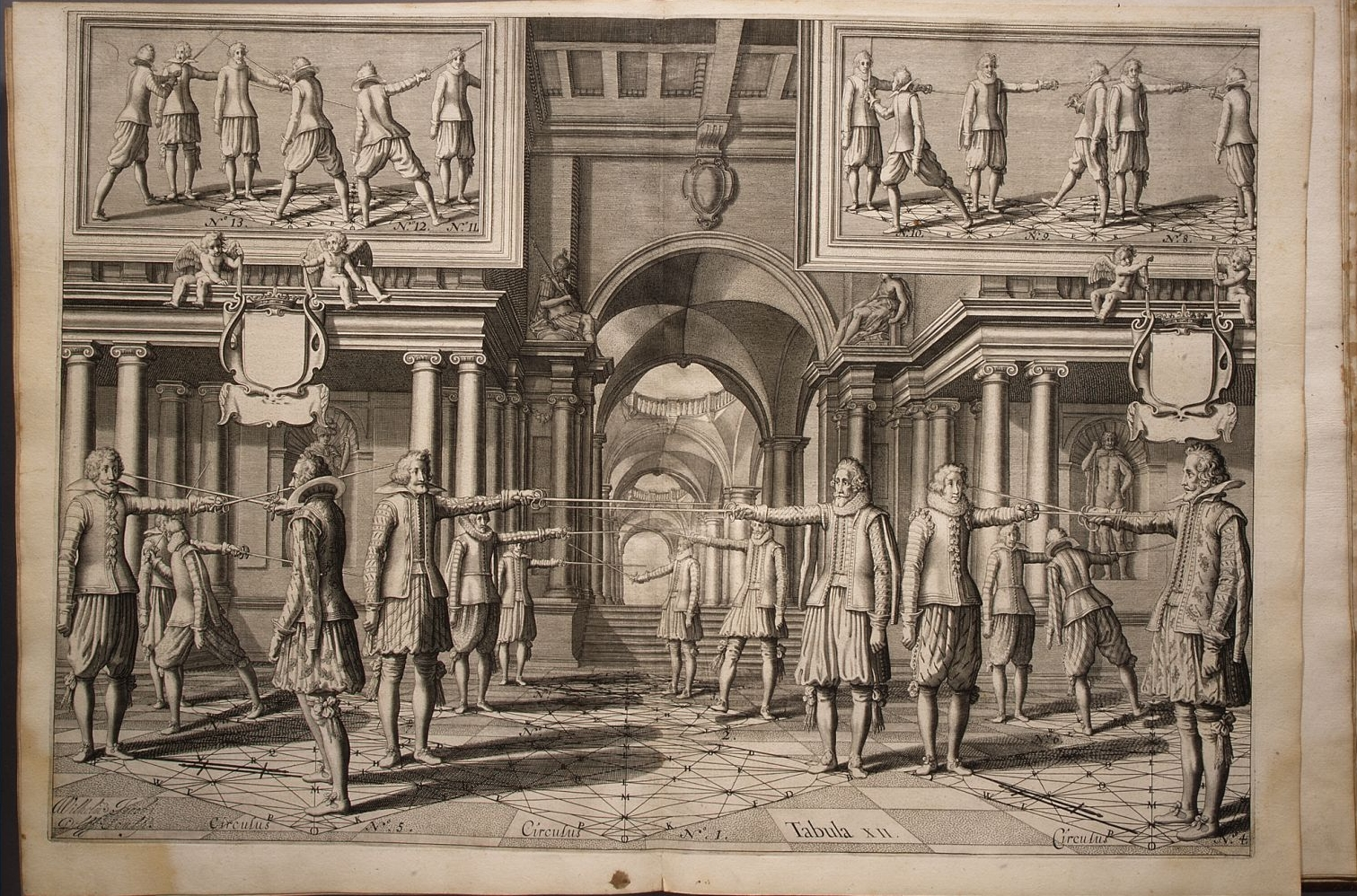
Испанская школа фехтования, 1628, Жерар Тибо

Де Карранза и Пачеко имели ряд последователей, которые использовали истоки дестрезы для создания собственных стилей фехтования и издания трактатов по ним.

### XVI век
Иеронимо Санчес де Карранза (ок. 1539—1600?)
- «Философия оружия» (De la Filosofía de las Armas y de su Destreza y la Aggression y Defensa Cristiana, 1569, изд. 1582)

### XVII век
Луис Пачеко де Нарваэс (1570—1640)
- «Книга о величии Меча» (Libro de las Grandezas de la Espada, En Qve Se Declaran Mvchos Secretos del que compuso el Comendador Geronimo de Carrança. En el qual cada vno se podrà licionar, y deprender à solas, sin tener necessidad de Maestro que le enseñe. Dirigido à Don Felipe. III. Rey de las Españas, y de la mayor parte del mundo, nuestro señor, 1600, 1605). В этой книге он утверждает, что дестреза — это наука, а фехтование — искусство.
- Las Cien conclvsiones, o formas de saber de la verdadera Destreza, fundada en Sciencia y deziocho contradiciones a las tretas de la Destreza comun (1608)
- Compendio de la Filosofía y destreza de las armas, de Geronimo de Carrança (1612, 1616)
- Al Duque de Cea: [Carta dirigida por D. Pacheco de Narvaez a dicho Sr. dando su parecer sobre la obra de Carranza] (1618)
- Modo facil y nuevo para examinar los maestros en la Destreza de las armas, y entender mis cien conclusiones o forma de saber (1625)
- Nveva ciencia; y filosofia de la destreza de las armas, sv teorica, y practica: A la Magestad de Felipe Quarto, rey, y señor nvestro de las Españas, y de la mayor parte del mundo (1632, 1672)
- Historia exemplar de las dos constantes mugeres españolas: A la Señora Doña Catalina Chacon y Rojas, muger de don Juan Ramírez Fariña, Cauallero de la Orden de Santiago, Cauallerizo de Su Magestad, y su Corregidor en la Ciudad de Ezija (1635)
- Advertencias para la enseñanza de la Filosofía, y destreza de las armas, assi à pie, como à cavallo. Al Principe nvestro señor (1642)

Октавио Феррара (? — после 1625)
- Compendio y Philosophia y Dztreza de las Armas (1625) (MS R4-B274 — Copy M.S.S. Early Spanish Fencing. 1625)

Диогу Гомеш де Фигейреду (ок. 1600—1685)
- «Философия и Истинное мастерство оружия» Oplosophia e Verdadeira Destreza das Armas (1628)
- Memorial Da Prattica do Montante (1651)

Жерар Тибо (Тибальд) д’Анверса (ок. 1574—1627)
- «Академия меча» Academie de l’Espée … ou se demonstrent par Reigles mathematiques sur le fondement d’un Cercle mysterieux la Theorie et Pratique des vrais et jusqu’a present incognus secrets du Maniement des Armes a Pied et a Cheval (1628)

Луис Мендес де Кармона Тамарис
- A Don Rodriguez Portocarrero Fernandez de Cordoba: quan estimado sea la destreza y exercicio de las armas en casa conocida de todas las politicas naciones… (16??)
- Compendio en defensa de la doctrina y destreza del comendador Geronimo de Carranza en el qual ballara el diestro documentos, y avisos importantes para la inteligencia, y exercicio de las armas (1632); Libro de la destreza berdadera de las armas (1640)

Кристобаль де Кала
- Desengaño de la espada y norte de diestros (1642)

Гомес Ариас де Поррес
- Resumen de la verdadera destreza en el manejo de la espada (1667)

Мигель Перес де Мендоса и Кихада
- Defensa de la doctrina y destreza de las armas (1635, 2-е изд. — 1665)
- Espejo de la Filosofia y Mathemática de las Armas. Breve resumen de la Verdadera Destreza (рукопись, не издано)
- Principios de los cincos sujetos principales de que se compone la Philosophia y Matemática de las Armas, Practica y especulativa (1672)
- Resvmen de la verdadera destreza de las armas en treinta y ocho asserciones : resumidas y advertidas con demonstraciones Practicas : deducido de las obras principales que tiene escritas su Autor… (1675)

Франсиско Антонио де Эттенхард (де Тенарде) и Абарка (1650—1701)
- «Сборник основ подлинного мастерства и философии оружия» Compendio de los fundamentos de la verdadera destreza y filosofía de las armas (1675)
- «Фехтование на итальянском и испанском» Diestro italiano y español (1697)

Альваро Герра де ла Вега
- «Понимание Дестрезы» Comprehension de la destreza (1681)

Франсиско Лоренс, маркиз де ла Торрес де Рада
- Respuesta philosophica y mathematica en la qual se satisface a los argumentos y proporciones que a los profesores de la verdadera destreza y Philosophia de las armas se han propuesto por un papel expedido esin nombre de autor (1695)

Николас Тамарис
- Cartilla y luz en la verdadera destreza, nacida de los escritos de Don Luis Pacheco de Narváez y de los autores que refiere (1696)

### XVIII век
Мануэль Крузадо и Пералта
- Las tretas de la vulgar y comun esgrima de espada sola y con armas dobles, que reprobo Don Luis Pacheco de Narvaez, y las oposiciones que dispuso en verdadera destreza contra ellas (1702)

Франсиско Лоренс, маркиз де ла Торрес де Рада
- Promptuario de cómo se entienden, y aplican, las especies de movimientos en los diez Predicamientos de la Logica de la ciencia de la Espada: con la breve descripcion de el hombre, sus partes esenciales en cuerpo, y movimientos y otros discursos pertenecientes á la inteligencia, y exercicio del instrumento armigero (1702)
- «Благородство меча» Nobleza de la espada: cuyo esplendor se expressa en tres libros, segun ciencia, arte, y esperiencia
  - Libro primero: De la ciencia del instrumento armigero espada (1705)
  - Libro segundo: Arte del instrumento armigero espada (1705)
  - Libro tercero: Experiencia del instrumento armigero espada (1705)
- Arte y manejo de la espada publié à Càdiz (1708)
- Defensa de la verdadera destreza de las armas y respuesta dada por el Mro. de Campo D. Francisco Lorenz de Rada... a la carta apologética Que le escrivió Diego Rodríguez de Guzman (1712)

### XIX век
Мануэль Антонио де Брея
- Principios universales y reglas generales de la verdadera destreza del espadin segun la doctrina mixta de francesa, italiana y española, dispuestos para instruccion de los caballeros seminaristas del real seminario de nobles de esta corte (1805)

Симон де Фриас
- Tratado Elemental de la Destreza del Sable (1809)

М.д. Р. (анонимный автор, инициалы приписывают многим авторам, в том числе Мариано де Рементерия и Фика и Мануэлю Бретону де лос Эрреросу)
- «Учебник вымогателя или искусство владения навахой, ножом и цыганскими ножницами» Manual del baratero, ò arte de manejar la navaja, el cuchillo y la tijera de los jitanos (1849)

Хайме (Хосе) Мерело и Касадемун
- Tratado de la verdadera esgrima del fusil carabina armados de bayoneta (1858, переизд.: 2-е изд. — 1861, 3-е изд. — 1864, 4-е и 5-е изд. — 1865, 6-е изд. — 1867, 7-е изд. — 1871, 8-е изд. — 1875, 9-е изд. — 1878)
- Tratado completo de la esgrima del sable español (1862)
- Elementos de esgrima para instruir al soldado de infanteria en la verdadera destreza del fusil ó carabina armados de bayoneta (1865)
- Manual de esgrima : recopilación de las tretas más principales que constituyen la verdadera esgrima del sable español y del florete (1878, 2-е изд. — 1882e)

Альфредо Мерело и Форнес
- Manual de esgrima de sable y lanza para toda el arma de caballería y sable de infantería (1880)

Луис Мерело и Сайро
- Apuntes sobre la esgrima en general (рукопись, не издано)

## Дестреза в популярной культуре
- Фильм «Маска Зорро» (1998) — Диего де ла Вега обучает нового Зорро, Алехандро Мурьетта, фехтованию с использованием испанского стиля.
- Сериал «Королева мечей» (2000—2001) — есть сцены с использованием рапиры в «магическом круге». Один из актёров, Энтони Де Лонгис, изучал технику дестрезы и хотел, чтобы героиня фильма имела уникальный стиль фехтования. В итоге он стал одним из постановщиков боевых сцен в некоторых эпизодах фильма[4].
- Фильм «Капитан Алатристе» (2006) — несколько персонажей, включая главного героя, Диего Алатристе, используют испанские методы фехтования.
- Сериал «Горец» (1992—1998) — некоторые сцены демонстрируют использование «круга Тибо» и движения внутри него, однако, перемещения выполняют в итальянском стиле.
- Фильм «1612» (2007) — важным элементом сюжета является обучение главного героя базовым принципам движений в дестрезе.